# Mlaka, Radovljica
Mlaka je naselje v Občini Radovljica.